# Beck (serie)
Beck es una serie de televisión sueca, transmitida desde el 27 de junio del 1997 hasta ahora por medio de C More.
La serie está basada en el ficticio detective Martin Beck, personaje principal de las 10 novelas de los autores suecos Maj Sjöwall y Per Wahlöö.
Contó con la participación de los actores invitados Jens Hultén, Henrik Norlén, Mårten Svedberg, Peter Franzén, Joakim Nätterqvist, Erik Bolin, Anastasios Soulis, Sofia Helin, Erik Johansson, Lukas Loughran, Gustaf Hammarsten, Simon J. Berger, Claes Ljungmark, Richard Ulfsäter, Jimmy Lindström, Marie Richardson, Shanti Roney, Rafael Edholm, Susanne Thorson, Filip Berg, Peshang Rad, Sten Ljunggren, Angela Kovacs, Moa Gammel, Madeleine Martin, Jessica Zandén, entre otros...

## Historia
El comisario de la policía Martin Beck y su excéntrico compañero Gunvald Larsson investigan los asesinatos que ocurren en la sociedad de Estocolmo, Suecia.

## Personajes

### Personajes principales
| Actor             | Personaje       | Ocupación                                     | Episodios | Duración        |
| ----------------- | --------------- | --------------------------------------------- | --------- | --------------- |
| Peter Haber       | Martin Beck     | Comisionado de la Policía                     | 34        | 1997 - presente |
| Ingvar Hirdwall   | Valdemar        | Vecino de Martin                              | 34        | 1997 - presente |
| Rebecka Hemse     | Inger Beck      | Hija de Martin                                | 29        | 1997 - presente |
| Måns Nathanaelson | Oskar Bergman   | Detective de la Policía                       | 18        | 2006 - presente |
| Anna Asp          | Jenny Bodén     | Detective de la Policía                       | 8         | 2015 - presente |
| Elmira Arikan     | Ayda Cetin      | Analista de Datos y Tecnología en Información | 8         | 2015 - presente |
| Kristofer Hivju   | Steinar Hovland | Detective de la Policía                       | 3         | 2016 - presente |

### Personajes recurrentes
| Actor              | Personaje         | Ocupación                               | Episodios | Duración        |
| ------------------ | ----------------- | --------------------------------------- | --------- | --------------- |
| Åsa Karlin         | Andrea Bergström  | Investigadora de Crímenes de la Policía | 8         | 2015 - presente |
| Jonas Karlsson     | Klas Fredén       | Jefe de la Policía                      | 7         | 2015 - presente |
| Anu Sinisalo       | Dra. Gunilla Urst | Patóloga Forense                        | 7         | 2015 - presente |
| Sofia Zouagui      | Petra Widell      | Novia de Oskar                          | 6         | 2006 - presente |
| Elisabeth Carlsson | Lillemor Bernér   | -                                       | 4         | 2006 - presente |
| Tommy Wättring     | Vilhelm Beck      | Nieto de Martin                         | 4         | 2015 - presente |
| Lo Kauppi          | Ulrika            | -                                       | 3         | 2016 - presente |
| Nina Sand          | Lina              | -                                       | 3         | 2016 - presente |
| Peter Schildt      | Rolf Urst         | -                                       | 2         | 2015 - presente |

### Antiguos personajes principales
| Actor              | Personaje            | Ocupación                                 | Episodios | Duración    |
| ------------------ | -------------------- | ----------------------------------------- | --------- | ----------- |
| Mikael Persbrandt  | Det. Gunvald Larsson | Detective de la Policía / ex-Militar      | 31        | 1997 - 2016 |
| Peter Hüttner      | Dr. Oljelund         | Patólogo Forense                          | 22        | 1997 - 2009 |
| Stina Rautelin     | Det. Lena Klingström | Especialista de Tecnología en Información | 16        | 1997 - 2009 |
| Marie Göranzon     | Margareta Oberg      | -                                         | 16        | 2001 - 2007 |
| Per Morberg        | Joakim Wersén        | -                                         | 9         | 1997 - 2001 |
| Ing-Marie Carlsson | Bodil Lettermark     | -                                         | 8         | 2006 - 2007 |

### Antiguos personajes recurrentes
| Actor                | Personaje      | Ocupación       | Episodios | Duración    |
| -------------------- | -------------- | --------------- | --------- | ----------- |
| Bo Höglund           | Mats           | Camarero        | 12        | 1997 - 2009 |
| Fredrik Ultvedt      | Jens Loftegård | -               | 8         | 1997 - 1998 |
| Jimmy Endeley        | Robban         | -               | 8         | 2001 - 2002 |
| Mårten Klingberg     | Nick           | -               | 8         | 2001 - 2002 |
| Michael Nyqvist      | John Banck     | -               | 7         | 1997 - 1998 |
| Hanns Zischler       | Josef Hillman  | -               | 7         | 2001 - 2002 |
| Malin Birgerson      | Alice Levander | -               | 7         | 2001 - 2002 |
| Jan von Melen        | Hasse Larsson  | -               | 6         | 2001 - 2002 |
| Anna Ulrika Ericsson | Yvonne Jäder   | -               | 5         | 1997 - 1998 |
| Neil Bourguiba       | 'Vilhelmm Beck | Nieto de Martin | 5         | 2006 - 2007 |
| Bengt Magnusson      | -              | Presentador     | 5         | 1997 - 2009 |
| Embla Hjulström      | Simone Bernér  | -               | 4         | 2006 - 2007 |

## Episodios
La serie hasta ahora ha transmitido 34 episodios.

## Premios y nominaciones
| Año  | Categoría                              | Premio                 | Nominado (a)                                                      | Resultado |
| ---- | -------------------------------------- | ---------------------- | ----------------------------------------------------------------- | --------- |
| 2010 | Best Action in a Foreign Language Film | Taurus Award           | Kimmo Rajala, Yellowbird Productions y Filmlance International AB | Nominados |
| 2003 | Best Supporting Actress                | Guldbagge Award        | Gunilla Röör                                                      | Nominada  |
| 2003 | Best Cinematography                    | Guldbagge Award        | John Christian Rosenlund                                          | Nominado  |
| 2002 | Best Supporting Actor                  | Guldbagge Award        | Shanti Roney                                                      | Nominado  |
| 2001 | Discovery of the Year                  | World Soundtrack Award | Adam Nordén                                                       | Nominado  |

## Producción
La serie ha contado con los directores Harald Hamrell, Kjell Sundvall, Mårten Klingberg, Pelle Seth, Daniel Lind Lagerlöf, Stephan Apelgren, Jörgen Bergmark y Morten Arnfred. También en ella han participado los escritores Per Wahlöö, Maj Sjöwall, Rolf Börjlind, Cilla Börjlind, Mikael Syrén, Mårten Klingberg, Antonia Pyk, Stefan Thunberg, Camilla Ahlgren, Josefin Johansson y Daniel Karlsson.
La serie es producida por Lars Blomgren, Tomas Michaelsson (también productor de línea), Thomas Lydholm y Börje Hansson (también productores ejecutivos), junto con los productores ejecutivos Henrik Zein y Lena Haugaard (también productores asociados), Ole Søndberg, Åsa Sjöberg, Niva Westlin, Nils Ketil Andresen, Kim Magnusson, Lars Duus, Peter Bose, Lone Korslund, Bo Thörnwall, Kenneth Wiberg, Per Holst, Rumle Hammerich y H.P. Lundh (también productor), el co-productor ejecutivo Michael Smeaton, en co-producción con Wolfgang Feindt y Peter Nadermann (también productores ejecutivos). Ewa Karlström, Thomas Nilsson, Peter Wolsgaard, Klaus Bassiner, Kristin Helle-Valle, Janne Wallin, Tobias Bringholm, Klaus Lackschewitz y Petter Vennerød. Con el apoyo de los productores asociados Sigrid Strohmann, Tasja Abel y Frank Seyberth, y los productores de línea Ann Collenberg y Agneta Bergenstråhle. También el productor de desarrollo Jörgen Bergmark y el productor de post-producción Peter Bengtsson.
Richard Holm fungió como asistente del director y primer asistente de director.
Cuenta con la compañía de producción Filmlance International AB. 
En el 2008 fue distribuida por "Video Film Express" en los Países Bajos, mientras que en el 2015 comenzó a ser distribuida por "C More" en la televisión de Suecia. Otras compañías que han participado en la serie son "Film Finances" y "Ljudligan".
En el 2015 la cadena BBC del Reino Unido obtuvo los derechos de la serie, la cual comenzó a transmitirse ese mismo año.

### Emisión en otros países
| País        | Título                                          | Cadenas/Línea | Fecha de Inicio         | Fecha de Finalización |
| ----------- | ----------------------------------------------- | ------------- | ----------------------- | --------------------- |
| Alemania    | Kommissar Beck - Die neuen Fälle Kommissar Beck | -             | 25 de abril de 1998     | -                     |
| Finlandia   | -                                               | -             | 29 de julio de 1998     | -                     |
| Noruega     | -                                               | -             | 21 de noviembre de 1997 | -                     |
| Reino Unido | -                                               | -             | 2015                    | -                     |
| Rusia       | Комиссар Мартин Бек                             | -             | -                       | -                     |